# Johannes Repka
Johannes Repka (* 1. Juni 1978 in Friedberg) ist ein deutscher Filmkomponist, Gitarrist und Produzent.

## Werdegang
Johannes Repka studierte von 1998 bis 2002 Gitarre an der Hochschule für Musik und Darstellende Kunst Mannheim bei Frank Kuruc, von 2002 bis 2004 Arrangement und Komposition bei Jürgen Friedrich ebenfalls in Mannheim, 2004 in Weimar bei Frank Möbus und von 2005 bis 2010 Filmmusik an der Filmhochschule „Konrad Wolf“ in Potsdam-Babelsberg. Das dortige Studium absolvierte er 2010 als Diplom-Filmkomponist.
Im Jahr 2005 erhielt Repka ein künstlerisches Arbeitsstipendium des Berliner Senats für Wissenschaft, Forschung und Kultur.
Johannes Repka ist Mitglied der Deutschen Filmakademie.

## Filmografie
- 2000: Das letzte Mahl
- 2004: You’re 10 years old
- 2005: Durst
- 2007: Rückkehr der Störche (Návrat bocianov)
- 2008: Kleine Lichter
- 2008: Versteckspiele (Skrývačky)
- 2008: Chicken Wings
- 2009: Ravioli Ritter
- 2009: Did Michael Knight end the cold war?
- 2009: Die schönste Nebensache der Welt
- 2010: Aleyna – Little Miss Neukölln
- 2010: Cola lauwarm
- 2010: Topper gibt nicht auf
- 2011: Kriegerin
- 2012: Stark! Duygu
- 2013: Die kleine Meerjungfrau
- 2014: Forever Over
- 2014: Schmitke
- 2015: Berlin Metanoia
- 2016: Hanni & Nanni – Mehr als beste Freunde
- 2016: Seitenwechsel
- 2017: Timm Thaler oder das verkaufte Lachen
- 2019: Cleo
- 2019: Herren
- 2020: Warten auf’n Bus (Fernsehserie)
- 2020: Liebe. Jetzt!
- 2021: Träume sind wie wilde Tiger
- 2022: Rabiye Kurnaz gegen George W. Bush
- 2022: Der Russe ist einer, der Birken liebt
- 2024: Der Fall Marianne Voss
- 2024: Ungeschminkt (Fernsehfilm)
- 2024: Sterben für Beginner (Fernsehfilm)

## Auszeichnungen
- 2002: Teilnahme an der Internationalen Filmmusik Biennale Bonn (2002) mit der Filmmusik zu Das letzte Mahl
- 2005: Künstlerisches Arbeitsstipendium des Berliner Senats für  Wissenschaft, Forschung und Kultur.
- 2011: Preis der Franz-Grothe-Stiftung für den besten Nachwuchs-Filmkomponisten
- 2014:  1. Deutscher Filmmusikpreis (Nominierung)
- 2014: Peer Raaben Music Award (Nominierung)
- 2015: Preis für die Beste Musik- & Tongestaltung Filmkunstfest Mecklenburg-Vorpommern (Schmitke)
- 2016: Tschechischer Filmpreis (Český lev) – Beste Filmmusik (Schmitke)
- 2017: Deutscher Filmpreis – Beste Filmmusik (Nominierung)
- 2019: Deutscher Filmmusikpreis – Beste Musik (Nominierung)
- 2019: Jerry Goldsmith Awards – Bester Song (Nominierung)
- 2022: Deutscher Filmpreis – Beste Filmmusik (Nominierung)
- 2022: Deutscher Filmmusikpreis (Träume sind wie wilde Tiger)